# Walaphyllium monteithi
Walahyllium monteithi (anteriormente Phyllium monteithei) es una especie de phasmatodea en la familia Phylliidae (insecto de la hoja). W. monteithi se encuentra en la zona tropical de Queensland en Australia. El espécimen tipo fue recolectado del monte Lewis, cerca de Julatten. La reproducción ocurre a través de partenogénesis y apareamiento convencional.

## Descripción
Esta especie exhibe dimorfismo sexual, siendo las hembras más grandes y más parecidas a las hojas que los machos. Las hembras tienen cuerpos amplios y aplanados que imitan las hojas, mientras que los machos son más delgados y tienen alas completamente desarrolladas para volar. La coloración de W. monteithi varía de verde brillante a naranja, lo que permite a los individuos coincidir con su entorno. Los machos tienen entre 61 y 64 mm de longitud, las hembras hasta 76 mm.

## Defensa
Aparte del camuflaje y la mimeticidad, W.monteithei puede emplear movimientos repentinos para confundir a los depredadores. Esto incluye balancearse de lado a lado, tratando de imitar una hoja en el viento para evitar la detección. También se sabe que liberan un olor que se observa que se asemeja a las "papas viejas".

## Dieta
La dieta de W. Monteithei incluye:
- Cereza de cepillo (Szygium australe) ): la planta alimenticia más común en cautiverio (Australia)
- Lilly pilly común (szygium smithii)
- Penda dorada (xanthostemon chrysanthus) : a menudo se observa que los individuos que se alimentan de ella se vuelven de color naranja/rojo.
- Palo fierro del Cabo (gossia floribunda)
- Guayaba (Psidium guajava)
- Zarza (rubus sp.)
- Salal (gaultheria shallon)
- Eucalipto (eucalyptus sp.)
- Hipérico (hypericum “hidcote”)
- Avellana (corylus avellana)
- Rosa (rosa sp.)